# آره من دارم ازدواج می‌کنم (فیلم ۱۹۸۷)
آره من دارم ازدواج می‌کنم 
(به تلوگویی: Aha Naa Pellanta) و (به انگلیسی: Yeah! I'm getting married!) فیلمی هندی محصول سال ۱۹۸۷ و به کارگردانی جاندیالا است. در این فیلم بازیگرانی همچون راجندرا پراساد، راجانی، کوتا سرینیواسا راو، تلنگانا شکونتلا و ساویتری ایفای نقش کرده‌اند.